# Station Pekalongan
Pekalongan is een spoorwegstation in de Indonesische provincie Midden-Java.

## Bestemmingen
- Argo Bromo Anggrek: naar Station Surabaya Pasarturi en Station Gambir
- Argo Muria: naar Station Semarang Tawang en Station Gambir
- Argo Sindoro: naar Station Semarang Tawang en Station Gambir
- Kamandanu: naar Station Semarang Tawang en Station Gambir
- Harina: naar Station Semarang Tawang en Station Bandung
- Bangunkarta: naar Station Jombang en Station Jakarta Pasar Senen
- Gumarang: naar Station Surabaya Pasarturi en Station Jakarta Kota
- Kaligung: naar Station Semarang Poncol en Station Brebes
- Fajar Utama Semarang: naar Station Semarang Tawang en Station Jakarta Pasar Senen
- Senja Utama Semarang: naar Station Semarang Tawang en Station Jakarta Pasar Senen
- Kaligung Ekonomi: naar Station Semarang Poncol en Station Slawi
- Tawang Jaya: naar Station Semarang Poncol en Station Jakarta Pasar Senen
- Matarmaja: naar Station Malang en Station Jakarta Pasar Senen
- Brantas: naar Station Tanahabang en Station Kediri
- Senja Kediri: naar Station Jakarta Pasar Senen en Station Kediri